# Abacena lagore
Abacena lagore là một loài bướm đêm trong họ Noctuidae.